# کیمچک
کیمچائک (به لاتین: Kimchaek) یک شهر در کره شمالی است که در استان هامگیونگ شمالی واقع شده‌است.